# تحفه السعدیه
کتاب تحفة السعدیه اثر قطب الدین شیرازی، شرحی بر کتاب قانون بوعلی سینا است. کتاب تحفه سعدیه یکی از مهم‌ترین کتاب‌های سنتی ایران است و موضوع آن در زمینهٔ کلیات، بیماری‌ها و داروشناسی است. به گفتهٔ میر محمد تقی این اثر مهم‌ترین و جامع‌ترین شرح بر کتاب قانون است که مؤلف از جوانی تا پایان زندگی برای آن زحمت کشیده‌است. دانشمندان پس از انتشار این شرح از آن استقبال کردند. گویا آخرین تصنیف قطب الدین همین اثر است. از فواید شرح کلیات قانون این است که قطب‌الدین در مقدمهٔ آن از سرگذشت کتاب سخن گفته که در تاریخ زندگی‌نامه‌نویسی ایران بسیار نادر است. از طرفی به خرده‌گیری‌های گذشتگان بر کتاب پرداخته و شرح‌های پراکنده قانون را فراهم آورده و دشواری‌های آن را حل کرده و به ایرادها پاسخ گفته‌است. قطب الدین در شرح این اثر از مطالعات همهٔ شارحان پیش از خود و نظر محققان و حاشیه‌نویسان بر این اثر بهره برده‌است. هم چنین خلاصه‌ای از آثار جالینوس، رازی، ابن طیب، ابن صادق و ابو سهل مسیحی را در این اثر گنجانده‌است. نسخه‌هایی از این اثر در مجلس، کتاب‌خانهٔ عمومی اصفهان، ملی ملک، کتاب خانهٔ ملی، مرعشی، دانشگاه تهران و مدرسه عالی سپهسالار موجود است که مهم‌ترین و کامل‌ترین آن نسخه‌ها نسخهٔ سپهسالار است. این نسخه در پنج مجلد بزرگ است.به تازگی این کتاب به تصحیح استاد نجف قلی حبیبی تصحیح و چاپ شده است.